# Comuna Novoivanivka, Henicesk
Novoivanivka (în ucraineană Новоіванівка) este o comună în raionul Henicesk, regiunea Herson, Ucraina, formată din satele Novoivanivka (reședința) și Probudjennea.

## Demografie
Componența lingvistică a comunei Novoivanivka
     Ucraineană (92,27%)
     Rusă (5,91%)
     Alte limbi (1,36%)
Conform recensământului din 2001, majoritatea populației comunei Novoivanivka era vorbitoare de ucraineană (92,27%), existând în minoritate și vorbitori de rusă (5,91%).